# Psammogeton capillifolius
Psammogeton capillifolius är en växtart i släktet Psammogeton och familjen flockblommiga växter.
Arten är en ettårig ört som förekommer i Centralasien inklusive Xinjiang.